# Columbus (Rome)
Pour les articles homonymes, voir Columbus.
Columbus est une zone urbaine de Balduina située dans le XIVe arrondissement de Rome, à l'intérieur du quartier Q.XIV Trionfale.
Le centre habité, de nature aisée, tire son nom du Complexe intégré Columbus.

## Histoire
Par le passé, la zone de Columbus faisait partie de l'un des plus vastes domaines situés hors de Porta Angelica : le domaine de Pigneto, appartenant à la famille Sacchetti, originaire de Florence, qui s'installa à Rome vers le milieu du XVIe siècle. Le domaine était divisé en une partie rurale et une partie seigneuriale, cette dernière comportant un noble casino (construit entre 1625 et 1630) par Pietro da Cortona désormais détruit. Il s'agissait d'un complexe orné de loggias, statues, nymphes et fontaines d'eau, créant un fort impact visuel.
Les raisons de l'abandon précoce et rapide du bâtiment et du domaine (entre les XVIIe et XVIIIe siècles), aboutissant à la destruction du casino, restent incertaines. En 1861, la famille Sacchetti (it) céda l'ensemble du domaine au prince Alessandro Torlonia.
Le quartier a émergé au cours des années de prospérité économique en tant que centre résidentiel entouré de verdure, initialement appelé « Villa del Pineto » ou « Parco di Balduina ». Il a été construit par la Società Edilizia Pineto, appartenant à la famille Torlonia et à la Società generale immobiliare.
Le nom actuel provient du Complexe intégré Columbus, une structure hospitalière autrefois privée, créée dans les années 1960 et initialement nommée « Clinica G. Moscati » (la route qui y mène porte toujours le nom de Giuseppe Moscati). Plus tard, elle est devenue « Clinica Columbus », et depuis les années 2000, le complexe est géré par le Polyclinique universitaire Agostino Gemelli. Actuellement, le quartier est géré par un consortium privé et fait partie de la zone urbaine 19 F Pineto, comptant 1 452 résidents sur un total de 1921.
Dans le quartier se trouve la Chiesa di Gesù Divino Maestro (it), érigée sur ordre du pape Paul VI entre 1966 et 1967 selon les plans de l'architecte Carlo Bevilacqua. L'église a été solennellement inaugurée par le cardinal Luigi Traglia avec une consécration le 30 septembre 1967. Elle a reçu la visite de deux pontifes : celle de Paul VI le 2 avril 1972, dimanche de Pâques, et celle de saint Jean-Paul II le 15 décembre 1991.

## Parc
Le Parc régional urbain du Pineto est un parc urbain et une zone naturelle protégée, le deuxième plus grand de la ville de Rome (240 hectares), après le parc régional de l'Appia Antica
On recense environ 650 espèces de plantes et plus de 70 espèces d'oiseaux. Le parc est caractérisé par la végétation méditerranéenne avec quelques zones de chênaie-liège. On y trouve du bruyère arborescente, du ciste, du lentisque, du myrte et du fraisier. On peut également rencontrer des sangliers, des renards, des petites seiches, des souris sauvages, des couleuvres à collier et des grenouilles.